# كينيا تاكاهاشي
كينيا تاكاهاشي (باليابانية: 髙橋建也) هو لاعب كرة قدم ياباني في مركز الهجوم، ولد في 1995 في شيغا في اليابان. لعب مع نادي ألبيريكس نيغاتا.

## وصلات خارجية
- كينيا تاكاهاشي على موقع قاعدة بيانات كرة القدم.إي يو (الإنجليزية)
- كينيا تاكاهاشي على موقع Soccerway.com (الإنجليزية)